# آتش‌نشانی هوایی

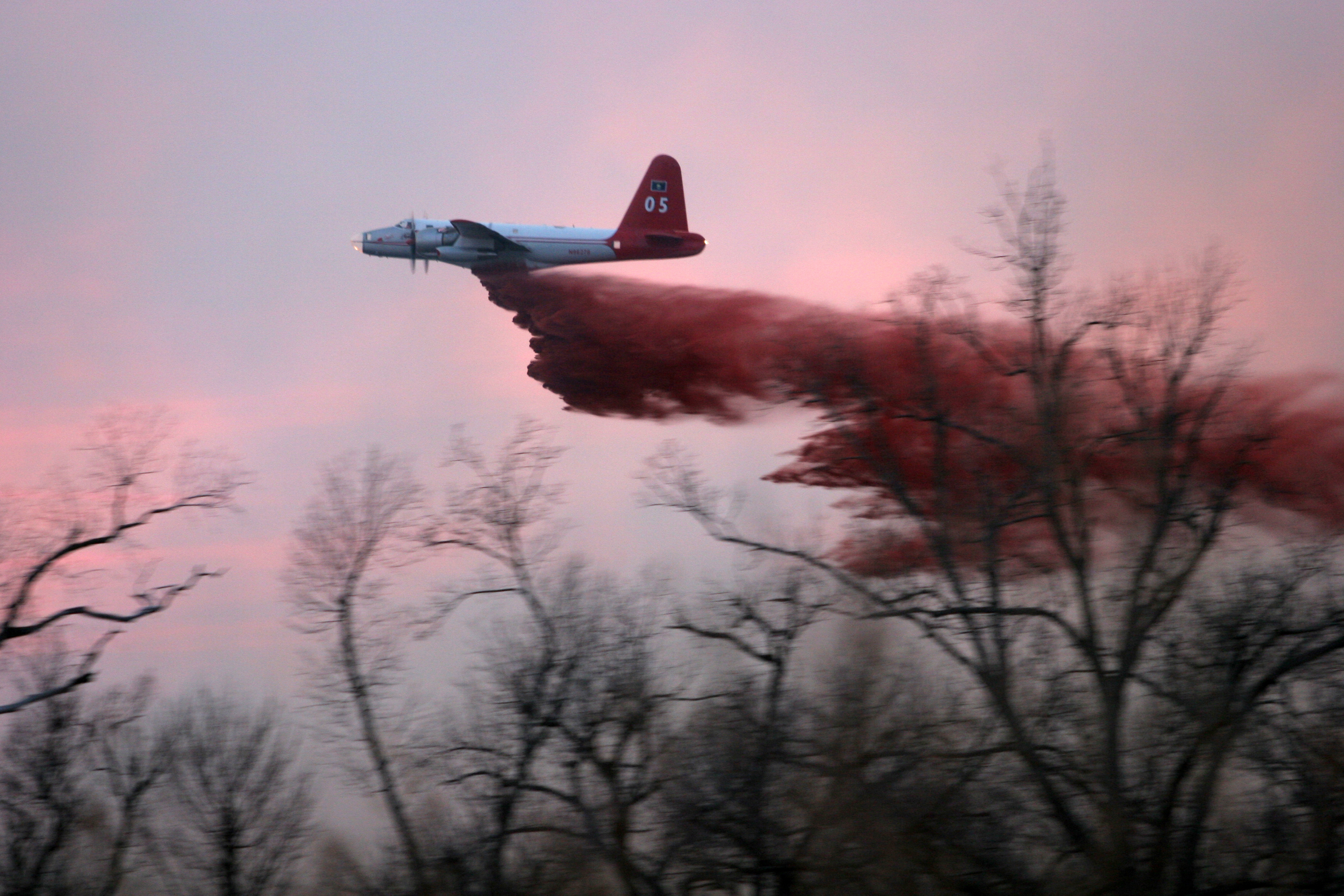
یک فروند لاکهید پی-۲ نپتون متعلق به FEMA در حال عملیات در اکلاهاما - ژانویه ۲۰۰۶

آتش‌نشانی هوایی، گونه‌ای از عملیات مقابله با آتش است که در آن از مسیر هوا و هواگرد به منظور عملیات اطفاء آتش استفاده می‌شود. این گونه عملیات بیشتر در آتش‌سوزیهای گسترده جنگل‌ها و مهار آتش‌سوزیهایی که در مناطقی که از راه‌های زمینی غیرقابل دسترسی هستند، انجام می‌شود. در این گونه عملیات از اقسام مختلف هواگرد که توانایی حمل مواد ضد آتش را دارند استفاده می‌شود ولی هواپیما و بالگرد دو گونه پر کاربرد در این گونه مأموریت‌ها به حساب می‌آیند.
ایده هواپیماهای آتش‌نشان نیز به مانند ایده هواپیمای آب‌نشین به منظور کمک‌رسانی و اطفاء حریق در مناطقی مطرح شد که به شکل‌های گوناگون دسترسی به آن‌ها مشکل است. ایالات متحده آمریکا نخستین پیشگام در این زمینه بود و با بهره‌گیری از الگوی بمب‌های ناپالم که برای اولین بار در جنگ جهانی دوم مورد استفاده قرار گرفته بود، به طراحی و ساخت بمب‌های آبی روی آوردند که بر روی محوطه دچار حریق شده پرتاب شود و باعث خاموش شدن آتش شود؛ ولی به دلیل عدم موفقیت این روش، گزینه دیگری مطرح شد که همانا استفاده از مخازن آب است که پس از پر شدن از آب یا مایعات ضد آتش، با استفاده از هواگرد بر روی محل آتش‌سوزی پاشیده می‌شود؛ که این روش موفقیت‌آمیز بوده و تا به امروز به عنوان روشی استاندارد برای اطفاء حریق هوایی به کار می‌رود.

## تجهیزات

### هواگردها
| نام هواگرد                | کشور سازنده         | ظرفیت بارگیری مایعات                |
| ------------------------- | ------------------- | ----------------------------------- |
| پی‌زدال میلک ام-۱۸ دورمادر | لهستان              | ۰٬۵۷۰ گالون آمریکایی (۲٬۲۰۰ لیتر)   |
| Air Tractor AT-802F       | ایالات متحده آمریکا | ۰٬۸۰۷ گالون آمریکایی (۳٬۰۵۰ لیتر)   |
| Air Tractor AT-1002       | ایالات متحده آمریکا | ۱٬۰۰۰ گالون آمریکایی (۳٬۸۰۰ لیتر)   |
| گرومن اس-۲ ترکر           | ایالات متحده آمریکا | ۱٬۲۰۰ گالون آمریکایی (۴٬۵۰۰ لیتر)   |
| داگلاس ای-۲۶ اینویدر      | ایالات متحده آمریکا | از رده خارج شده                     |
| داگلاس دی‌سی-۴             | ایالات متحده آمریکا | از رده خارج شده                     |
| داگلاس دی‌سی-۶             | ایالات متحده آمریکا | ۲٬۸۰۰ گالون آمریکایی (۱۱٬۰۰۰ لیتر)  |
| داگلاس دی‌سی-۷             | ایالات متحده آمریکا | ۳٬۰۰۰ گالون آمریکایی (۱۱٬۰۰۰ لیتر)  |
| سی-۱۳۰ هرکولس             | ایالات متحده آمریکا | ۳٬۰۰۰ گالون آمریکایی (۱۱٬۰۰۰ لیتر)  |
| لاکهید ال-۱۸۸ الکترا      | ایالات متحده آمریکا | ۳٬۰۰۰ گالون آمریکایی (۱۱٬۰۰۰ لیتر)  |
| لاکهید پی-۲ نپتون         | ایالات متحده آمریکا | ۲٬۳۶۲ گالون آمریکایی (۸٬۹۴۰ لیتر)   |
| پی-۳ اوریون               | ایالات متحده آمریکا | ۳٬۰۰۰ گالون آمریکایی (۱۱٬۰۰۰ لیتر)  |
| بی‌پی‌وای کاتالینا          | ایالات متحده آمریکا | ۱٬۵۰۰ گالون آمریکایی (۵٬۷۰۰ لیتر))  |
| بوئینگ ۷۴۷                | ایالات متحده آمریکا | ۲۰٬۵۰۰ گالون آمریکایی (۷۸٬۰۰۰ لیتر) |
| مارتین جی‌آرام مارس        | ایالات متحده آمریکا | ۷٬۲۰۰ گالون آمریکایی (۲۷٬۰۰۰ لیتر)  |
| داگلاس دی‌سی-۱۰            | ایالات متحده آمریکا | ۱۲٬۰۰۰ گالون آمریکایی (۴۵٬۰۰۰ لیتر) |
| ایلیوشین ایل-۷۶           | روسیه               | ۱۱٬۴۱۹ گالون آمریکایی (۴۳٬۲۳۰ لیتر) |
| توپولف-۱۵۴                | روسیه               | ۵٬۲۸۳ گالون آمریکایی (۲۰٬۰۰۰ لیتر)  |
| بیریو بی-۲۰۰              | روسیه               | ۳٬۱۲۰ گالون آمریکایی (۱۱٬۸۰۰ لیتر)  |
| بومباردیر دش ۸            | کانادا              | ۲٬۶۰۰ گالون آمریکایی (۹٬۸۰۰ لیتر)   |
| کانادایر سی‌ال-۲۱۵         | کانادا              | ۱٬۳۰۰ گالون آمریکایی (۴٬۹۰۰ لیتر)   |
| بومباردیر ۴۱۵             | کانادا              | ۱٬۶۲۱ گالون آمریکایی (۶٬۱۴۰ لیتر)   |
| بی‌ای‌ئی ۱۴۶                | بریتانیا            | ۳٬۰۰۰ گالون آمریکایی (۱۱٬۰۰۰ لیتر)  |
| آنتونوف ای‌ان-۳۲           | اوکراین             | ۲٬۱۱۳ گالون آمریکایی (۸٬۰۰۰ لیتر)   |

### مواد ضد حریق
از پرکاربردترین مواد ضد آتش مورد استفاده در چنین هواگردهایی می‌توان به موارد زیر اشاره کرد:
- محلول ترکیبی آب با سدیم متابورات
- محلول ترکیبی آمونیوم سولفات به همراه پالی گورسکیت و رس
- محلول ترکیبی دی‌آمونیوم فسفات و صمغ گوار

## آتش‌نشانی هوایی در ایران

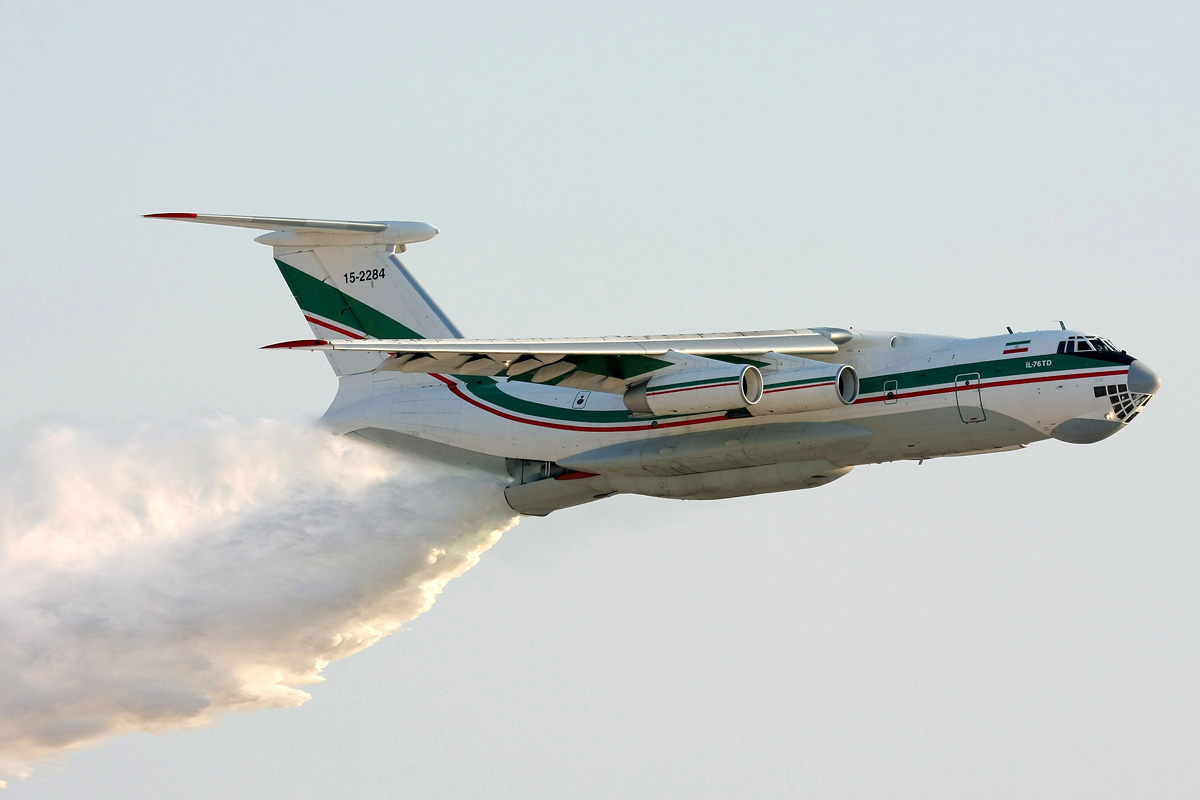
یک فروند ایلیوشین ایل-۷۶ متعلق به نیروی هوافضای سپاه در حال انجام مانور اطفاء حریق در نمایشگاه هوایی کیش ۲۰۱۲

با توجه به افزایش آتش‌سوزیهای جنگل‌ها و مراتع در ایران که به موجب افزایش گرمای هوا به وقوع پیوسته، نیروی هوافضای سپاه پاسداران انقلاب اسلامی تصمیم به پیشگامی در زمینه استفاده از عملیات اطفاء هوایی برای مهار آتش‌های وسیع گرفته و به موجب این اقدام به تبدیل یک فروند ایلیوشین ایل-۷۶ و یک فروند توپولف-۱۵۴ به هواپیماهای آتش‌نشان نموده است. ایلیوشین مزبور قادر به حمل تانکرهای مخصوص مایعات مجموعاً به ظرفیت ۴۰ الی ۴۳ هزار لیتر است و می‌تواند در مدت ۱۰ الی ۱۵ ثانیه آن‌ها را تخلیه نماید. در حالیکه توپولوف مزبور قادر به بارگیری حدود ۲۰ هزار لیتر مایعات اطفاء حریق است و مدت زمان لازم برای تخلیه آن‌ها بالغ بر ۱۰ ثانیه برآورد شده است.